# 白渔潭园艺场
白渔潭园艺场，是中华人民共和国湖南省衡陽市珠晖区下辖的一个类似乡级单位。

## 行政区划
下辖以下地区：
白渔潭园艺场虚拟生活区。